# Fílace
Fílace (en griego,  Φυλάκη) es el nombre de una antigua ciudad griega de Tesalia, que fue mencionada por Homero en el catálogo de las naves de la Ilíada, donde formaba parte del territorio gobernado por Protesilao. De hecho, Píndaro ubica en Fílace un templo de Protesilao.
Estrabón la ubica cerca de Tebas de Ftiótide, en la parte de Ftiótide que limitaba con el territorio de los melieos, pero no se conoce con exactitud el lugar donde estaba situada.